# Kazakstannyng Futboł Federacijasy
Kazakstannyng Futboł Federacijasy (kaz. Қазақстанның Футбол Федерациясы, ros. Федерация Футбола Казахстана/Fiedieracija futboła Kazachstana) – ogólnokrajowy związek sportowy działający na terenie Kazachstanu, będący jedynym prawnym reprezentantem kazachskiej piłki nożnej, zarówno mężczyzn, jak i kobiet, we wszystkich kategoriach wiekowych w kraju i za granicą. Siedziba związku mieści się w Ałmaty. Związek powstał w 1914 roku. W 1991 poprzez głosowanie zdecydowano o przystąpieniu Kazachstanu do Piłkarskiej Federacji Azji (AFC). Jednak w 2002 ze względów ekonomicznych i sportowych przystąpił do Europejskiej Federacji Piłkarskiej (UEFA).